# Entomacrodus randalli
Entomacrodus randalli és una espècie de peix de la família dels blènnids i de l'ordre dels perciformes.

## Morfologia
- Els mascles poden assolir 8,8 cm de longitud total.[3][4]

## Reproducció
És ovípar.

## Hàbitat
És un peix marí de clima tropical.

## Distribució geogràfica
Es troba a les Illes Marqueses i el Pacífic occidental central.